# Tina Menor
 (mars 2023).
Si vous disposez d'ouvrages ou d'articles de référence ou si vous connaissez des sites web de qualité traitant du thème abordé ici, merci de compléter l'article en donnant les références utiles à sa vérifiabilité et en les liant à la section « Notes et références ».

Le Tina Menor est un estuaire du Nansa vers l'océan Atlantique, dans la localité de Pechón (es), en Cantabrie, dans le nord-ouest de l'Espagne.

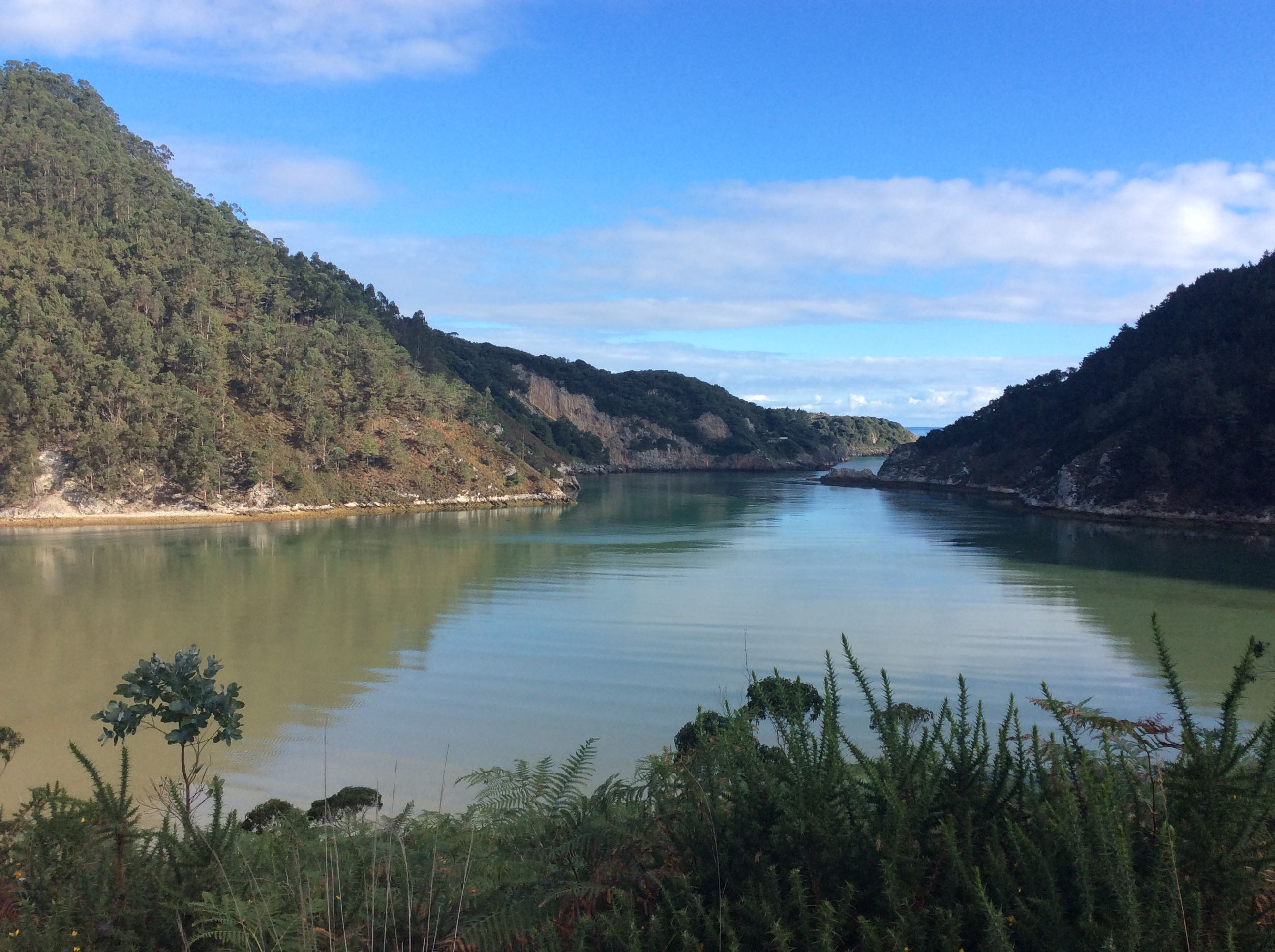
Le Tina Menor à son embouchure.

## Description
Il s'étend sur 164 km2 et une longueur de 17 km.